# نریما-کو، توکیو
نِریما (به ژاپنی: 練馬区) یکی از ۲۳ منطقه ویژه توکیو پایتخت ژاپن است. جمعیت این منطقه در سال ۲۰۰۷ برابر با ۷۰۳٬۰۰۵ نفر (۳۲۳٬۲۹۶ خانوار) و تراکم آن ۱۴٬۴۴۳ نفر در هر کیلومتر مربع بوده‌است. ۱۲٬۸۹۷ نفر از اتباع کشورهای خارجی در این منطقه سکونت دارند. ۱۸٫۴٪ از جمعیت نریما را افراد بالای ۶۵ ساله تشکیل می‌دهند. مساحت نریما ۴۸٫۱۶ کیلومتر مربع است.